# Encyoposis lloydi
Encyoposis lloydi är en insektsart som beskrevs av Peter Esben-Petersen 1927. 
Encyoposis lloydi ingår i släktet Encyoposis och familjen fjärilsländor. Inga underarter finns listade i Catalogue of Life.